# عجلة سافارت

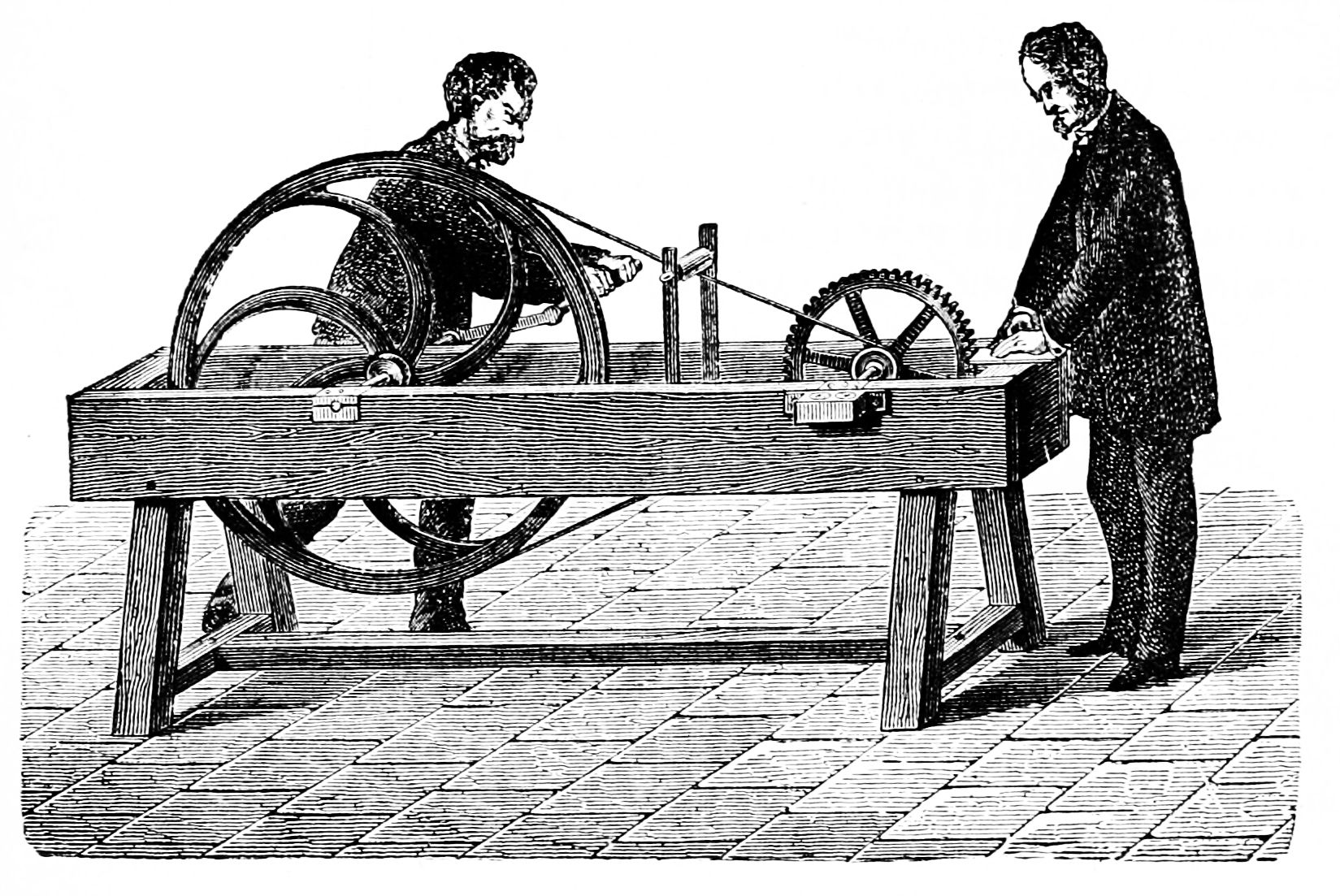
An illustration of a Savart wheel

عجلة ساڤارت هو جهاز صوتي سُمي باسم الفيزيائي الفرنسي فيليكس ساڤارت (1791-1841) تم تصميمه وتطويره من قبل العالم الإنجليزي روبرت هوك (1635–1703) . فآلية من هذا النوع مصنوعة باستخدام عجلات من النحاس الأصفر سمحت لهوك بإنتاج موجات صوتية ذات تردد معروف وعرضها على الجمعية الملكية في عام 1681 وبرهن كيف ترتبط درجة الصوت بالتردد . لأغراض عملية، سرعان ما تم استبدال جهاز هوك بوساطة اختراع الشوكة الرنانة .

## اختراع هوك
بدأ هوك العمل على العجلة في مارس 1676 إثر اهتمامه في الاهتزازات الموسيقية . وفي يوليو عام 1681 أظهر للجمعية الملكية جهازه الجديد لإنتاج نغمات موسيقية متميزة من خلال ضرب أسنان العجلات النحاسية السريعة الدوران . وبهذه الطريقة استطاع أن يولد لأول مرة موجات صوتية ذات تردد معروف، وأن يقدم عرضاً تجريبياً للانسجام بين الإدراك البشري لدرجات الصوت والخصائص الفيزيائية لتردد الموجات الصوتية. وعلاوة على ذلك، من خلال تركيب عجلات مختلفة جنباً إلى جنب على بعضها البعض على نفس المحور فقد تمكن هوك من تعيين نسب الترددات لبعض الفترات الموسيقية .
نشر هوك النتائج التي توصل إليها في عام 1705 . فعلى الرغم من توفير قياس موضوعي لدرجات الصوت إلا أن غرض استخدام العجلة اليومي أصبح غير ذي جدوى بعد اختراع الشوكة الرنانة في عام 1711 .

## تعديل ساڤارت
لم يتم استخدام جهاز هوك مرة أخرى لأغراض الدراسة لأكثر من قرن من الزمان . كان الاستخدام الموثق التالي لها في عام 1830 عندما وثق ساڤارت استخدامه لنظام مماثل لهوك قام بتطويره إثر تجاربه على النطاق الأدنى من السمع البشري . كانت مساهمة ساڤارت الخاصة هي إرفاق عداد دوران مع محور العجلة المسننة لتسهيل معايرة معدل السن . بحلول عام 1834، كان ساڤارت قد قام بتصنيع عجلات من النحاس الأصفر بعرض 82 سم، تحتوي على ما يصل إلى 720 سناً. هذه العجلات التي يمكن أن تنتج ترددات تصل إلى 24 كيلوهيرتز، تم اقتراحها مبدئيا كأول مولدات اصطناعية للموجات فوق الصوتية .

## التكوين
يتكون الجهاز الأساسي من عجلة سقاطة تحتوي عدد كبير من الأسنان المتقاربة متساوية المسافات تتحرك في اتجاه واحد فقط. فعندما يتم تشغيل العجلة ببطء يمكن سماع سلسلة متتالية من القرقعات المميزة . عندما تدار العجلة بسرعة فإنها تنتج نغمة حادة بينما إذا تم السماح للعجلة بالتدريج بشكل أبطأ فإن النغمة تنخفض تدريجيًا في درجة الصوت .
هناك يد مثبتة (والتي تستخدم لإدارة العجلة) بشرائط من الحديد أو الفولاذ ملفوفة حول العجلة المكونة من 4 تروس على الأقل وكلما كبر الترس نقصت أسنان العجلة .

## التشغيل
تلف يد العجلة يدوياً (من الأفضل أن تلف باستخدام محرك كهربائي) ثم يتم إحضار الشئ الذي يراد سماع نغمته الموسيقية ووضعه على التروس الأربعة ثم الانتظار حتى تتألف الأذن النغمة الصادرة من العجلة وعندئذ يحسب التردد الصوتي بمعلومية عدد الدورات وعدد أسنان الترس وزمن الدورة .

## قانون تعيين تردد النغمة
نظرًا لأن تردد النغمة يتناسب طردياً مع المعدل الذي تضرب به الأسنان العينة المراد قياسها، يمكن معايرة العجلة لتوفير مقياس مطلق لدرجة الرنين . كما يمكن توصيل عجلات متعددة بأحجام مختلفة، تحمل أعداداً مختلفة من الأسنان، للسماح بإنتاج العديد من درجات الصوت أثناء تشغيل المحور المثبت عليه العجلات بمعدل ثابت.
تردد الصوت = عدد الدورات (د) x عدد أسنان الترس (ن) ÷ الزمن بالثواني (ز)